# Alobiella
Alobiella là một chi rêu trong họ Cephaloziaceae.